# Denis Maccan
Denis Maccan (* 19. května 1984 Pordenone) je italský fotbalový útočník hrající nižší italskou soutěž za klub USD Opitergina.